# اللكمة (بني سعد)

تعديل مصدري - تعديل

اللكمة هي إحدى قرى عزلة قرن المسجد بمديرية بني سعد التابعة لمحافظة المحويت، بلغ تعداد سكانها 108 نسمة حسب تعداد اليمن لعام 2004.